# Nucleol
Nucleolii sunt componente subnucleare ale celulelor; au o formă sferică. Au o structură amembranară și sunt situați în interiorul nucleului. Numărul nucleolilor în nucleu poate varia în funcție de poliploidia celulară și activitatea funcțională a celulei: de obicei o garnitură diploidă (2n) conține un nucleol. Nucleolul este rezultatul activității genelor localizate în regiunea cromozomului satelit - organizator celular.Astfel formandu-se Biogeneza Celulara (schimbarea genelor celulare ale oaspetelui gazda)

## Structura
Din punct de vedere morfologic nucleolii conțin 4 componente structurale:
- Zona amorfă (pars amorfa) - componentul amorf;
- Componentul fibrilar (pars fibrosa) - precursorul 455 al ADNr;
- Componentul granular (pars granulosa) - particula RNP;
- Materialul cromatidian (pars chromosoma).

Componentul principal al nucleoplasmei este cromatina organizată sub formă de fibrile.

## Rol
- Păstrarea unei părți a materialului genetic;
- Geneza ribozomilor;
- Diviziune celulară.